# Первый Содом
Пе́рвый Содо́м — деревня в Октябрьском районе Костромской области России. Входит в состав Луптюгского сельского поселения.

## Этимология
Слово «Содом» в названии ряда населённых пунктов Заволжья закрепилось из-за религиозных противоречий официальной церкви с первыми жителями, зачастую староверами, которых обвиняли в «язычестве».

## География
Расположено на правом берегу реки Калюг в лесистой местности на крайнем востоке области. Находится в 3 км к северо-западу от села Луптюг, в 17 км к югу от районного центра Боговарово и в 380 км к северо-востоку от Костромы.
К северо-западу от населённого пункта располагалась упразднённая в 2000 году деревня с парным названием Второй Содом (ныне — урочище Содом 2-й).

## Население
| 2008 | 2010 | 2014 |
| ---- | ---- | ---- |
| 0    | →0   | ↗4   |